# Sukamekar (Sukanagara)
Sukamekar is een bestuurslaag in het regentschap Cianjur van de provincie West-Java, Indonesië. Sukamekar telt 8298 inwoners (volkstelling 2010).